# MEWA
Rederij MEWA is een voormalige Pools-Nederlandse rederij, die van 1933 tot 1939 heeft bestaan. De rederij was opgericht in Scheveningen en opereerde ook vanuit deze vissersplaats. Na bouweteelt vertrokken de met GDY aangeduide loggers naar hun officiële thuishaven Gdynia in Polen. De schepen werden daar winterklaar gemaakt. In het voorjaar, voorafgaand aan de nieuwe teelt, maakte men de motorloggers weer klaar voor de visserij. MEWA is het Poolse woord voor meeuw.

## Voorgeschiedenis
Toen Polen na afloop van de Eerste Wereldoorlog zijn zelfstandigheid herkreeg, werd op besluit van de toenmalige Volkenbond de Poolse Corridor ontwikkeld, gaande door het noordoostelijke deel van het zojuist overwonnen Duitsland om daarmee Polen toegang tot de Oostzee te verschaffen. Hierdoor kon aan de Oostzee het Poolse vissersdorp Gdynia tot bloei komen en uitgroeien tot een havenstad. Juist in de jaren dertig van de 20e eeuw was de haringvisserij met de vleet voor vrijwel alle Nederlandse rederijen die op haring visten, verliesgevend.
Om onder meer zijn zeevisserij te ontwikkelen zocht Polen eind jaren twintig, begin jaren dertig van de 20e eeuw contact met haringvissende Europese landen. Het belang van Polen bij deze nieuw te ontwikkelen vleetvisserij op haring was vooral gelegen in het feit dat het land grote hoeveelheden haring moest invoeren voor het eigen gebruik. De Polen aten en eten enorm veel haring. Engeland was voor Polen de eerste keus om de haringvisserij met de vleet te leren, omdat de Britten Polens grootste leveranciers waren van pekelharing.
De keus viel echter op Nederland. Engeland viel weg omdat het de haring ongekaakt aanvoerde en deze aan de wal kaakte. Reden hiervoor was dat de haringgronden zo dicht bij huis lagen dat het kaken aan boord onnodig was. Maar gezien de afstand tussen Polen en de Noordzee was het juist zaak, de haring na de vangst meteen te kaken en deze ondanks de langere visreizen toch goed, want geconserveerd, aan te voeren. Zowel in Vlaardingen als in Scheveningen bleek men bereid, met Polen in zee te gaan. De Vlaardings/Poolse rederij MOPOL echter, door de Poolse douane beschuldigd van fraude, moest tussentijds afhaken. Na 1934 treft men Vlaardingen niet meer aan met GDY-schepen.

## Oprichting
Beter verliep het de Scheveningse rederij, N.V. Reederij v/h A. van der Toorn Jz. Deze vormde in 1933 samen met enkele Poolse ondernemers een Schevenings/Poolse rederij, genaamd MEWA. De Scheveningse participant verkocht aan MEWA vijftien loggers. De schepen gingen varen onder de registratie GDY (Gdynia) met een daaraan gekoppeld scheepsnummer.

## Ontwikkeling
De rederij MEWA is door verschillende omstandigheden niet tot bloei gekomen. Het haperde op den duur bij de opzet, jonge Polen te interesseren voor deze haringvisserij met de vleet, een speerpunt voor de daadwerkelijke ontwikkeling van het plan. Tegenwerking en valse beschuldigingen van de zijde van de Poolse douane bemoeilijkten de aanpak. Vervolgens brak in 1939 de oorlog uit tussen Duitsland en Polen waardoor een rigoureus einde kwam aan dit visserijavontuur.